# 水酸化酸化アルミニウム
水酸化酸化アルミニウム（すいさんかさんかアルミニウム、英: Aluminium hydroxide oxide）は、アルミニウムの水酸化物で、化学式 AlO(OH)で表される無色の結晶である。
水酸化アルミニウムを中性〜弱塩基性の水溶液中 150 °C - 300 °C で熱処理することで得られる。
{\displaystyle {\ce {Al(OH)3 -> {AlO(OH)}+ H2O}}}
加熱によって酸化アルミニウムと水に分解する。
{\displaystyle {\ce {2 AlO(OH) -> {Al2O3}+ H2O}}}
2型が存在する。なお、Akdalaiteは現在ではAl10O14(OH)2とされ、多型ではないと判明している。
α型　ダイアスポア（diaspore）
γ型　ベーム石(Boehmite)